# Härkinneva-Hanhisjärvensuo
Härkinneva-Hanhisjärvensuo este o arie protejată (arie specială de conservare — SAC, sit de importanță comunitară — SCI) din Finlanda întinsă pe o suprafață de 556 ha, integral pe uscat.

## Localizare
Centrul sitului Härkinneva-Hanhisjärvensuo este situat la coordonatele 64°59′42″N 24°49′34″E / 64.995°N 24.8261°E.

## Înființare
Situl Härkinneva-Hanhisjärvensuo a fost declarat sit de importanță comunitară în august 1998 pentru a proteja un număr necunoscut de specii din flora spontană și fauna sălbatică aflate în arealul zonei. Situl a fost protejat și ca arie specială de conservare în aprilie 2015.

## Biodiversitate
Situată în ecoregiunea boreală, aria protejată conține 2 habitate naturale: Mlaștini turboase de tranziție și turbării mișcătoare, Mlaștini împădurite.
La baza desemnării sitului se află un număr nedeclarat de specii protejate.